# Hugo Magnus (Philologe)
Hugo Paul Ernst Magnus (* 16. August 1851 in Göhren bei Crossen an der Oder; † 22. Juli 1924 in Jena) war ein deutscher Klassischer Philologe und Gymnasiallehrer.

## Leben
Hugo Magnus stammte aus einer Juristen- und Pastorenfamilie der Lausitz. Seine Vorfahren wirkten ab dem 18. Jahrhundert als Pfarrer in der Gegend von Crossen an der Oder. Hugos Vater Alexander Magnus (1813–1893) war Pastor zu Göhren und verheiratet mit Marie geb. Nautsch, einer Pflegetochter der Landwirtsfamilie Schlange, die für ihre Rosenzucht bekannt war.
Den ersten Unterricht erhielt Hugo von seinem Vater, der ihn insbesondere im Lateinischen hervorragend ausbildete. Von 1866 bis 1869 besuchte er das Gymnasium in Guben, wo ihn besonders der Lehrer Carl Schmelzer beeinflusste. Nach der Reifeprüfung studierte Magnus ab dem Sommersemester 1869 Klassische Philologie an der Universität Jena, wechselte aber schon nach dem ersten Semester an die Universität Berlin und fand dort in Adolf Kirchhoff und Moriz Haupt anregende akademische Lehrer. Nach einem Semester an der Universität Bonn (Sommersemester 1870) konzentrierte er sich in Berlin auf seinen Studienabschluss. Am 4. Juli 1873 wurde er an der Universität Halle in absentia zum Dr. phil. promoviert, am 18. November 1873 bestand er die Lehramtsprüfung in den Fächern Latein, Griechisch und Deutsch.
Den Vorbereitungsdienst absolvierte Magnus am Gymnasium zu Grünberg in Schlesien, wo er nach dem Probejahr 1873/74 als wissenschaftlicher Hilfslehrer arbeitete. Zum 1. Oktober 1875 wechselte er (als ordentlicher Lehrer) an das Sophien-Gymnasium in Berlin, wo er seine ganze weitere Laufbahn verbrachte. Bis 1899 konnte er nur in den unteren Klassen unterrichten, da die Oberstufe den älteren Kollegen vorbehalten war. Zum 1. April 1891 wurde Magnus zum Oberlehrer, am 16. März 1893 zum Gymnasialprofessor ernannt und am 1. Februar 1918 zum Geheimen Studienrat. Kurz darauf trat er in den Ruhestand.
Hugo Magnus war ab 1880 mit Hedwig geb. Karow verheiratet, der Tochter des Potsdamer Musikdirektors Hermann Ludwig Karow (1834–1900). Das Paar hatte vier Söhne, die alle im Ersten Weltkrieg dienten (zwei davon als Marineoffiziere). In seinen letzten Lebensjahren litt Hugo Magnus unter Herz- und Augenbeschwerden, weshalb er im Sommer 1924 nach Jena reiste, wo sein Sohn Georg Magnus (1883–1942) eine chirurgische Klinik leitete. Noch während Vater und Sohn über die Möglichkeit einer Operation berieten, starb Hugo Magnus an einem Herzschlag.

## Wissenschaftliches Werk
Magnus betrieb zusätzlich zum Unterricht wissenschaftliche Studien. Sein Forschungsschwerpunkt waren die römischen Dichter Catull, Horaz, Tibull, Properz und Ovid. Magnus bereicherte die Forschung um Literaturberichte und Rezensionen zu den Arbeiten anderer Forscher, aber auch durch eigene Einzelstudien. Im Mittelpunkt seines Interesses standen Ovids Metamorphosen, die mit ihrer komplexen Überlieferungsgeschichte immer noch keine ausreichende kritische Ausgabe erhalten hatten. Ab 1887 veröffentlichte Magnus mehrere eingehende Studien zur Überlieferungsgeschichte und Textkritik der Metamorphosen. Er bemühte sich von Berlin aus, so viele Handschriften wie möglich kennenzulernen; was er selbst nicht einsehen konnte, ließ er von Kollegen kollationieren. Im Jahr 1900/1901 erhielt er ein halbes Reisestipendium des Deutschen Archäologischen Instituts, so dass er für mehrere Monate nach Italien reisen und zahlreiche Ovid-Handschriften vergleichen konnte.
Nach jahrzehntelangen Vorarbeiten veröffentlichte Magnus 1914 seine kritische Ausgabe der Metamorphosen, der auch eine Ausgabe der Narrationes fabularum Ovidianarum des Lactantius Placidus angehängt war. Die Ausgabe ist besonders durch ihren ausführlichen kritischen Apparat sehr unhandlich und wurde nicht nachgedruckt; sie war jedoch die erste Ausgabe des Textes, die auf einer Rezension des gesamten verfügbaren Materials beruhte und überlieferungsgeschichtlich fundierte Methoden der Textherstellung anwandte. Sie bildet die Grundlage aller späteren Ausgaben der Metamorphosen. Die Preußische Akademie der Wissenschaften verlieh Magnus für diese Leistung 1915 die Silberne Leibniz-Medaille.

## Schriften (Auswahl)
- Die Metamorphosen des P. Ovidius Naso, für den Schulgebrauch erklärt. 2 Bände, Gotha 1885–1886. 2. Auflage 1892
- Studien zu Ovids Metamorphosen. Berlin 1887 (Schulprogramm)
- Studien zur Überlieferung und Kritik von Ovids Metamorphosen. V. Liber XV. Berlin 1893 (Schulprogramm)
- Ovids Metamorphosen in Auswahl. Für den Schulgebrauch erklärt. Gotha 1896
- Studien zur Überlieferung und Kritik von Ovids Metamorphosen. VI. Noch einmal Marcianus und Neapolitanus. Berlin 1902 (Schulprogramm)
- Neue Studien zur Ueberlieferung und Kritik der Metamorphosen Ovids. In: Hermes. Band 39 (1904), S. 30–62
- Ovids Metamorphosen in doppelter Fassung? In: Hermes. Band 40 (1905), S. 191–239
- P. Ovidi Nasonis Metamorphoseon libri 15. Lactanti Placidi qui dicitur Narrationes fabularum Ovidianarum. Berlin 1914